# Bockwindmühle Gorsdorf

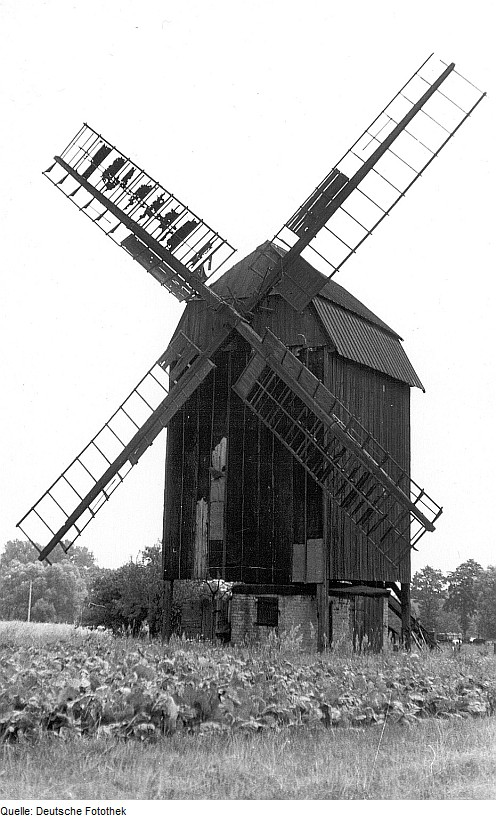
Bockwindmühle Gorsdorf, 1972

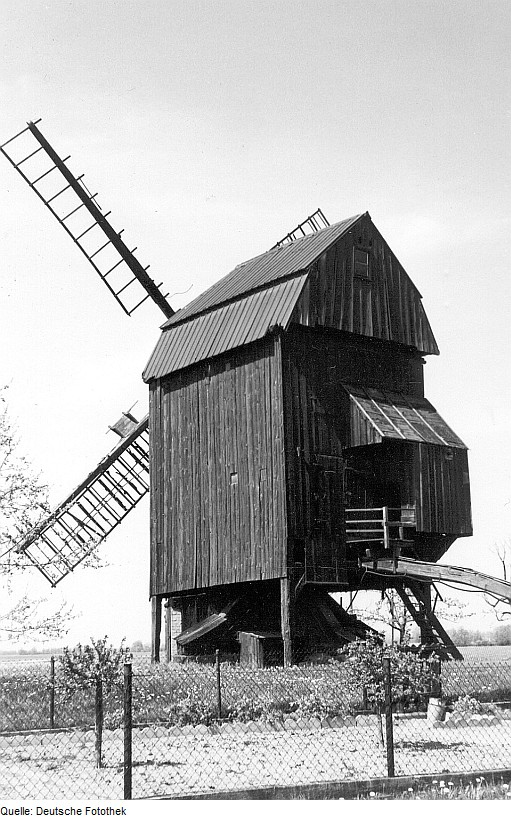
Rückseite

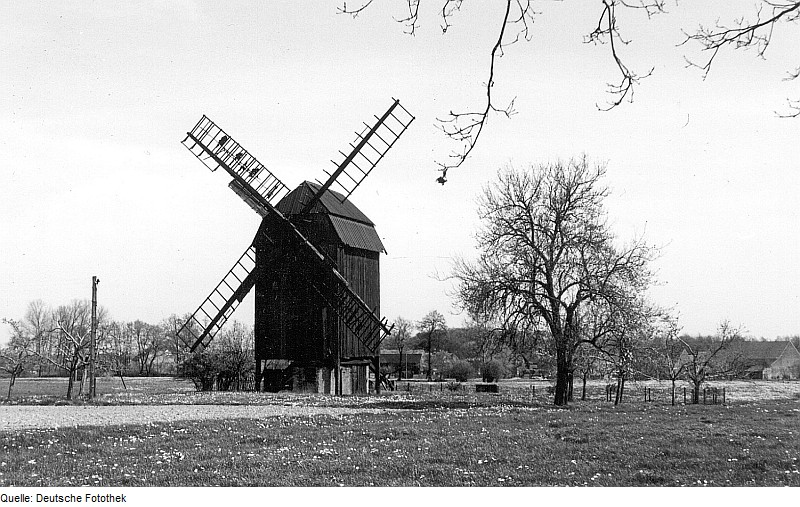
Umfeld, 1972

Die Bockwindmühle Gorsdorf war eine denkmalgeschützte Windmühle im zur Stadt Jessen (Elster) gehörenden Dorf Gorsdorf in Sachsen-Anhalt.

## Lage
Die Mühle befand sich weithin sichtbar südöstlich von Gorsdorf, etwa 300 Meter westlich von Hemsendorf. Nördlich verläuft der Verbindungsgraben Landlache-Görlache. Zum Teil wurde die Mühle als zu Hemsendorf gehörig mit der Adresse Dorfstraße 51 beschrieben, tatsächlich befand sie sich jedoch in der Gemarkung von Gorsdorf.

## Architektur und Geschichte
Die hölzerne Bockwindmühle entstand Anfang des 19. Jahrhunderts. 1972 dokumentierte der Mühlenforscher Günter Rapp die Mühle fotografisch. Bereits in den 1970er Jahren war die Mühle nicht mehr windgängig. Das Mühlengebäude war untermauert und nicht mehr drehbar. Nach jahrzehntelangem Verfall stürzte die Ruine spätestens 2015 ein.
Im örtlichen Denkmalverzeichnis war die Mühle unter der Erfassungsnummer 094 35109 als Baudenkmal verzeichnet. Nach dem Einsturz wurde die Mühle 2015 aus dem Denkmalverzeichnis ausgetragen.